# Markaj
Markaj är en kommun i Albanien.   Den ligger i distriktet Rrethi i Tropojës och prefekturen Qarku i Kukësit, i den norra delen av landet, 120 km norr om huvudstaden Tirana.
Trakten runt Markaj består till största delen av jordbruksmark.  Runt Markaj är det glesbefolkat, med 18 invånare per kvadratkilometer.